# Norrisia maior
Norrisia maior är en tvåhjärtbladig växtart som beskrevs av Soler.. Norrisia maior ingår i släktet Norrisia och familjen Loganiaceae. Inga underarter finns listade i Catalogue of Life.